# Pologne aux Jeux paralympiques d'hiver de 2014
 (février 2014).
Si vous disposez d'ouvrages ou d'articles de référence ou si vous connaissez des sites web de qualité traitant du thème abordé ici, merci de compléter l'article en donnant les références utiles à sa vérifiabilité et en les liant à la section « Notes et références ».
La Pologne participe aux Jeux paralympiques d'hiver de 2014 à Sotchi, en Russie, du 7 au 16 mars 2014.

## Par discipline

### Biathlon
- Kamil Rosiek
- Witold Skupień

### Ski alpin
- Michał Klos
- Maciej Krężel avec son guide Anna Ogarzyńska
- Igor Sikorski
- Andrzej Szczęsny
- Rafał Szumiec
- Wojciech Taraba

### Ski de fond
- Kamil Rosiek
- Witold Skupień